# Géographie du continent américain
Connue par l’arrivée des Européens en 1492, baptisée en l'honneur du navigateur Amerigo Vespucci par Martin Waldseemüller, l'Amérique est un continent qui s'étire sur plus de 15 000 km de l'Alaska à la Terre de Feu. Elle se divise en deux sous-continents : l'Amérique du Nord  à prédominance anglo-saxonne et développée et l'Amérique du Sud essentiellement latine et en voie de développement. Ces deux ensembles géographiques sont reliés par un isthme situé entre la mer des Caraïbes et l'Océan Pacifique.

## Continent marqué par la diversité

### Cinquième partie de la Terre

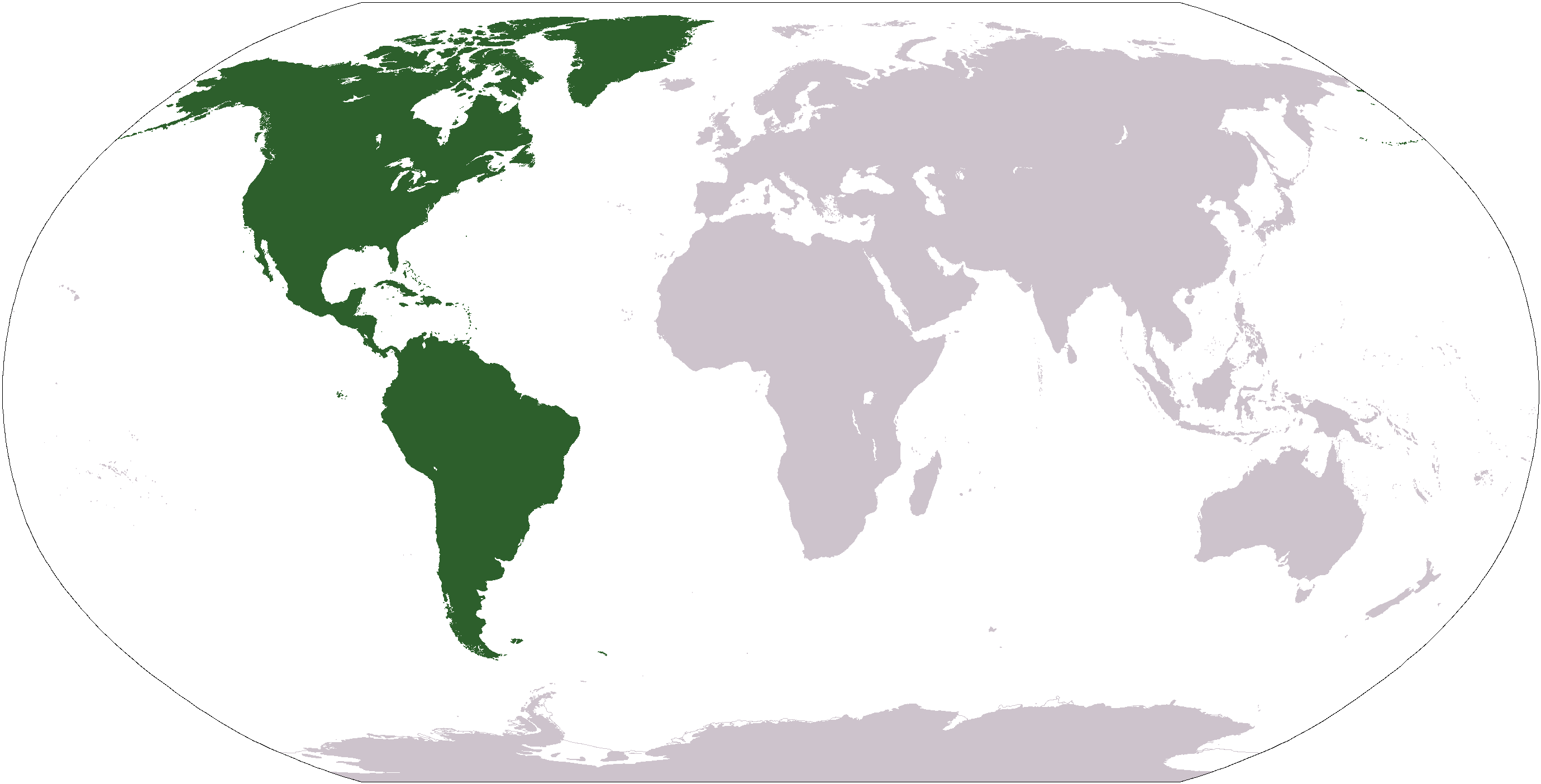
Situation du continent des Amériques dans le monde.

Avec une superficie de 42 189 120 km2, l'Amérique est le plus grand continent après l'Asie. L'Amérique forme un continent au sens où elle constitue « une vaste étendue de terre d'un seul tenant » : elle est entourée par les océans Arctique (au nord), Atlantique (à l'est) et Pacifique à l'ouest. Cet isolement relatif a d'ailleurs marqué son histoire et son peuplement : ainsi, les Amérindiens ont longtemps vécu sans contact majeur avec les peuples des autres continents. Sur le drapeau olympique, l'anneau rouge la représente, aux côtés des quatre autres continents. L'Amérique est séparée de l'Asie par le détroit de Béring et de l'Antarctique par le détroit de Drake. Ses points extrêmes sont le Cap Morris Jesup au Groenland et le Cap Horn. Sa forme allongée fait d'elle le continent le plus étiré en latitude, si bien qu'elle est concernée par cinq zones climatiques.

### Deux ou trois sous-ensembles?
La plupart des atlas et la géopolitique distinguent deux parties en Amérique, l'Amérique du Nord à majorité anglophone et l'Amérique du Sud à majorité hispanophone (et lusophone).
Trait d'union entre Amérique du Nord et Amérique du Sud, l'Amérique centrale se distingue de l'une et de l'autre à la fois géologiquement (terres formées par subduction de la plaque des Cocos sous la plaque caraïbe) et politiquement (sentiment d'appartenance).

### Autres divisions
L'archipel des Antilles se rattache au continent américain : elles sont proches de la Floride (détroit de Floride), du Mexique (canal du Yucatan) et entourent à l'est la Mer des Antilles. Quant au Groenland, il est proche des îles du grand nord canadien et il a d'abord été peuplé par des populations venant d'Amérique.
Le continent américain est divisé en grandes organisations régionales, dont la plus puissante est celle de l'ALENA. Le Mercosur réunit plusieurs pays autour du Brésil.
D'un point de vue économique, on peut distinguer cinq ensembles : l'Amérique anglo-saxonne riche et développée, le Mexique, l'Amérique centrale et antillaise, l'Amérique andine et l'Amérique du Sud industrialisée.
Le jeu des frontières binationales en Amérique — En kilomètres
| Pays |       |     |       |        |       |       |       |     |     |       |        |       |       |       |     |       |       |       |     |       |    |       |     |       |       |       |
| ---- | ----- | --- | ----- | ------ | ----- | ----- | ----- | --- | --- | ----- | ------ | ----- | ----- | ----- | --- | ----- | ----- | ----- | --- | ----- | -- | ----- | --- | ----- | ----- | ----- |
|      | 9 665 | -   | 832   | 1 224  | -     | 5 150 | -     | -   | -   | -     | -      | -     | -     | -     | -   | -     | -     | -     | -   | 1 880 | -  | -     | -   | -     | 579   | -     |
|      | -     | 516 | -     | -      | -     | -     | -     | -   | -   | -     | -      | -     | 266   | -     | -   | -     | 250   | -     | -   | -     | -  | -     | -   | -     | -     | -     |
|      | 832   | -   | 6 743 | 3 400  | -     | 861   | -     | -   | -   | -     | -      | -     | -     | -     | -   | -     | -     | -     | -   | 750   | -  | 900   | -   | -     | -     | -     |
|      | 1 224 | -   | 3 400 | 14 691 | -     | -     | 1 643 | -   | -   | -     | -      | 730   | -     | 1 119 | -   | -     | -     | -     | -   | 1 290 | -  | 1 560 | -   | 597   | 985   | 2 200 |
|      | -     | -   | -     | -      | 8 893 | -     | -     | -   | -   | -     | 8 893  | -     | -     | -     | -   | -     | -     | -     | -   | -     | -  | -     | -   | -     | -     | -     |
|      | 5 150 | -   | 861   | -      | -     | 6 171 | -     | -   | -   | -     | -      | -     | -     | -     | -   | -     | -     | -     | -   | -     | -  | 160   | -   | -     | -     | -     |
|      | -     | -   | -     | 1 643  | -     | -     | 6 004 | -   | -   | 590   | -      | -     | -     | -     | -   | -     | -     | -     | 225 | -     | -  | 1 496 | -   | -     | -     | 2 050 |
|      | -     | -   | -     | -      | -     | -     | -     | 639 | -   | -     | -      | -     | -     | -     | -   | -     | -     | 309   | 330 | -     | -  | -     | -   | -     | -     | -     |
|      | -     | -   | -     | -      | -     | -     | -     | -   | 360 | -     | -      | -     | -     | -     | 360 | -     | -     | -     | -   | -     | -  | -     | -   | -     | -     | -     |
|      | -     | -   | -     | -      | -     | -     | 590   | -   | -   | 2 010 | -      | -     | -     | -     | -   | -     | -     | -     | -   | -     | -  | 1 420 | -   | -     | -     | -     |
|      | -     | -   | -     | -      | 8 893 | -     | -     | -   | -   | -     | 12 034 | -     | -     | -     | -   | -     | 3 141 | -     | -   | -     | -  | -     | -   | -     | -     | -     |
|      | -     | -   | -     | 730    | -     | -     | -     | -   | -   | -     | -      | 1 250 | -     | -     | -   | -     | -     | -     | -   | -     | 10 | -     | -   | 510   | -     | -     |
|      | -     | 266 | -     | -      | -     | -     | -     | -   | -   | -     | -      | -     | 1 687 | -     | -   | 256   | 962   | -     | -   | -     | -  | -     | 203 | -     | -     | -     |
|      | -     | -   | -     | 1 119  | -     | -     | -     | -   | -   | -     | -      | -     | -     | 2 462 | -   | -     | -     | -     | -   | -     | -  | -     | -   | 600   |       | 743   |
|      | -     | -   | -     | -      | -     | -     | -     | -   | 360 | -     | -      | -     | -     | -     | 360 | -     | -     | -     | -   | -     | -  | -     | -   | -     | -     | -     |
|      | -     | -   | -     | -      | -     | -     | -     | -   | -   | -     | -      | -     | 256   | -     | -   | 1 520 | -     | 922   | -   | -     | -  | -     | 342 | -     | -     | -     |
|      | -     | 250 | -     | -      | -     | -     | -     | -   | -   | -     | 3 141  | -     | 962   | -     | -   | -     | 4 353 | -     | -   | -     | -  | -     | -   | -     | -     | -     |
|      | -     | -   | -     | -      | -     | -     | -     | 309 | -   | -     | -      | -     | -     | -     | -   | 922   | -     | 1 231 | -   | -     | -  | -     | -   | -     | -     | -     |
|      | -     | -   | -     | -      | -     | -     | 225   | 330 | -   | -     | -      | -     | -     | -     | -   | -     | -     | -     | 555 | -     | -  | -     | -   | -     | -     | -     |
|      | 1 880 | -   | 750   | 1 290  | -     | -     | -     | -   | -   | -     | -      | -     | -     | -     | -   | -     | -     | -     | -   | 3 920 | -  | -     | -   | -     | -     | -     |
|      | -     | -   | -     | -      | -     | -     | -     | -   | -   | -     | -      | 10    | -     | -     | -   | -     | -     | -     | -   | -     | 10 | -     | -   | -     | -     | -     |
|      | -     | -   | 900   | 1 560  | -     | 160   | 1 496 | -   | -   | 1 420 | -      | -     | -     | -     | -   | -     | -     | -     | -   | -     | -  | 5 536 | -   | -     | -     | -     |
|      | -     | -   | -     | -      | -     | -     | -     | -   | -   | -     | -      | -     | 203   | -     | -   | 342   | -     | -     | -   | -     | -  | -     | 545 | -     | -     | -     |
|      | -     | -   | -     | 597    | -     | -     | -     | -   | -   | -     | -      | 510   | -     | 600   | -   | -     | -     | -     | -   | -     | -  | -     | -   | 1 707 | -     | -     |
|      | 579   | -   | -     | 985    | -     | -     | -     | -   | -   | -     | -      | -     | -     | -     | -   | -     | -     | -     | -   | -     | -  | -     | -   | -     | 1 564 | -     |
|      | -     | -   | -     | 2 200  | -     | -     | 2 050 | -   | -   | -     | -      | -     | -     | 743   | -   | -     | -     | -     | -   | -     | -  | -     | -   | -     | -     | 4 993 |

## Géographie physique

### Relief
à compléter
| Nom                      | Pays                  | Point culminant | Altitude maximale (m.) |
| ------------------------ | --------------------- | --------------- | ---------------------- |
| Chaîne d'Alaska          | États-Unis            | Mont McKinley   | 6 190                  |
| Montagnes Rocheuses      | Canada, États-Unis    | Mont Elbert     | 4 399                  |
| Appalaches               | Canada, États-Unis    | Mont Mitchell   | 2 037                  |
| Sierra Nevada            | États-Unis            | Mont Whitney    | 4 421                  |
| Sierra Madre Occidentale | Mexique               | Cerro Mohinora  | 3 250                  |
| Sierra Madre Orientale   | Mexique               | Cerro Potosí    | 3 713                  |
| Cordillère des Andes     | du Venezuela au Chili | Aconcagua       | 6 959                  |

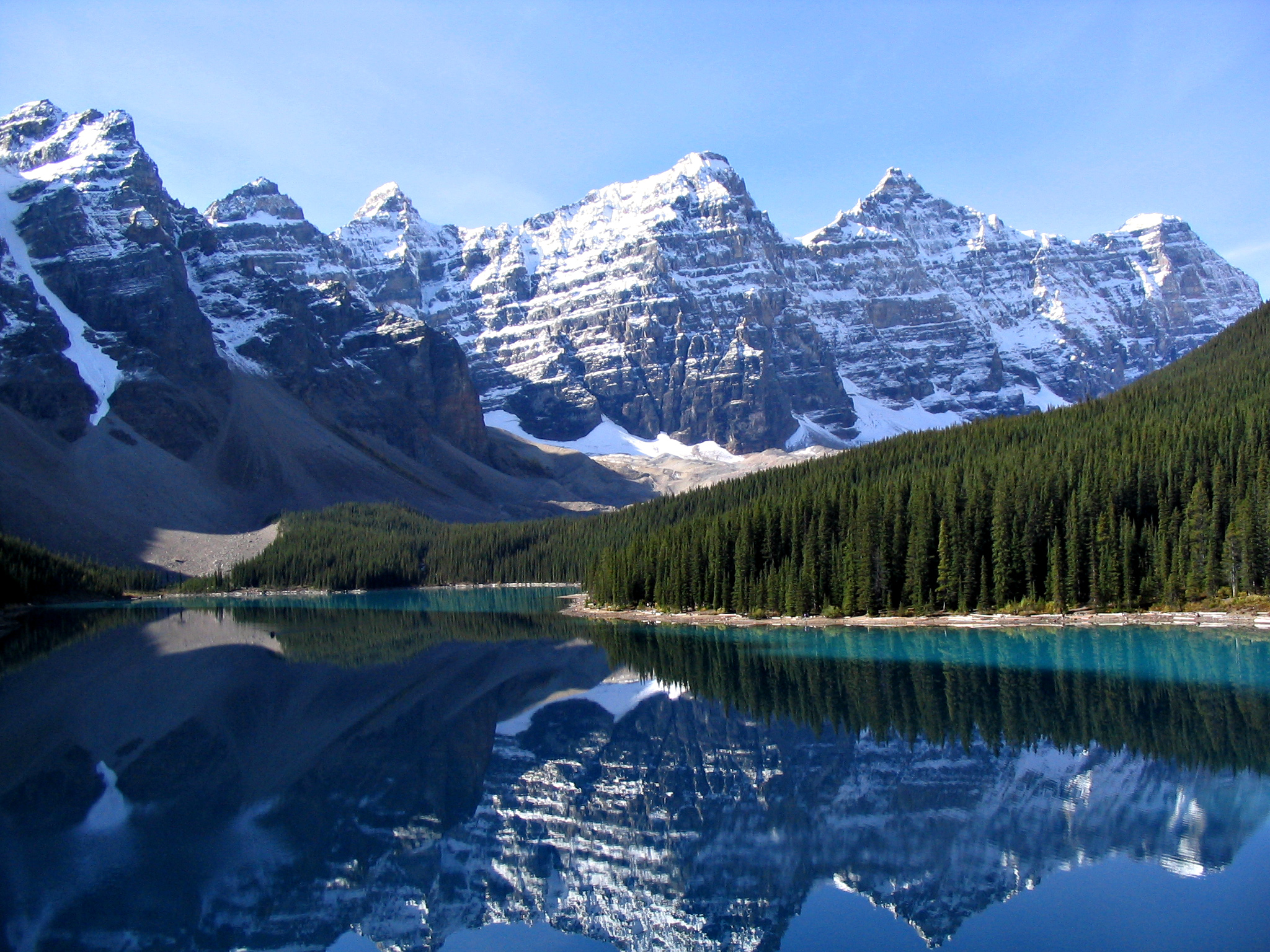
Montagnes Rocheuses (Canada)
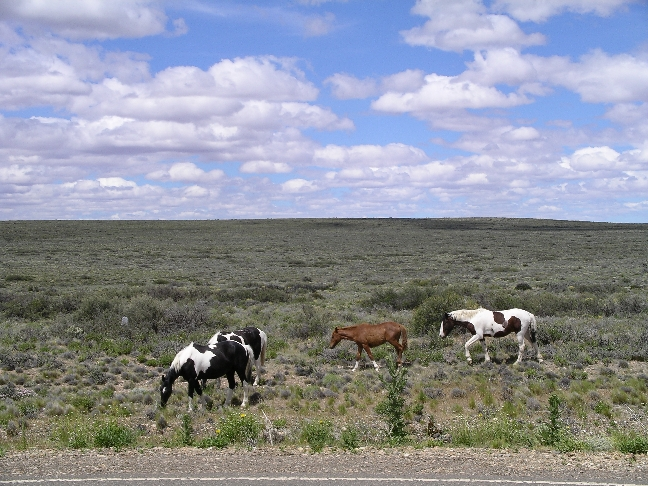
Plaines (Pampa argentine)
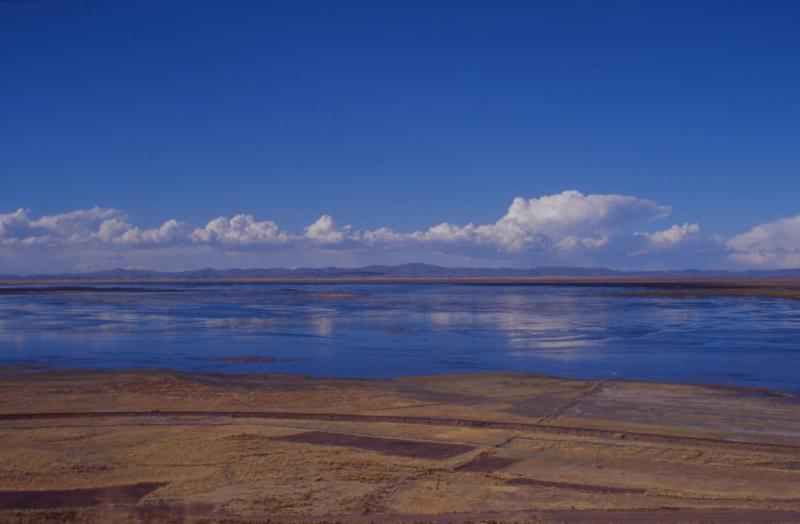
Altiplano (Lac Titicaca)

### Grands domaines bioclimatiques
La répartition des principaux domaines bioclimatiques de l'Amérique dépend de trois facteurs : les courants marins, l'étalement en latitude et la situation du relief. Ainsi, on peut d'abord opposer l'est et l'ouest du continent.

#### Est
La partie orientale est large de plusieurs milliers de kilomètres en Amérique du Nord ainsi qu'au Brésil, où les altitudes dépassent rarement les 2000 mètres. Les milieux se répartissent de part et d'autre de l'équateur : ainsi, lorsqu'on s'éloigne de cette ligne en direction du nord ou du sud, on rencontre successivement des milieux équatoriaux (forêt amazonienne), tropicaux humides (Golfe du Mexique), tropicaux secs ou arides (Sertao, déserts mexicains), tempérés ou continentaux (Pampa argentine, Grandes Plaines) et enfin polaires (Terre de Feu, Alaska, Grand Nord canadien). Étant donné la configuration du continent, il est notable que l'Amérique du Sud et l'Amérique centrale sont surtout situées dans la zone intertropicale, alors que l'Amérique du Nord se trouve essentiellement en zone tempérée et polaire.
Quelques milieux américains, du sud vers le nord :

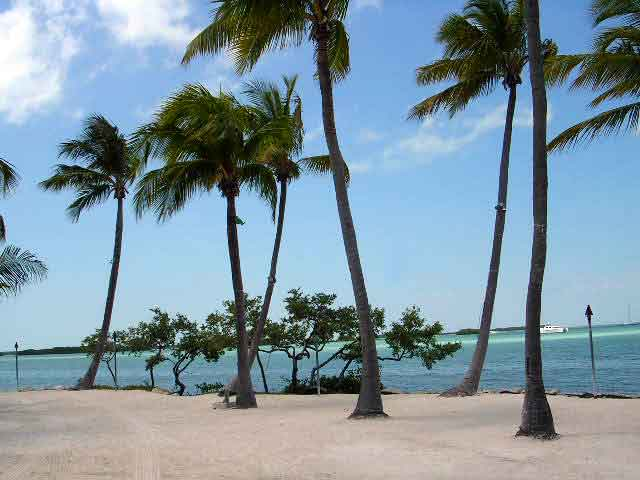
Milieu tropical humide (Floride)
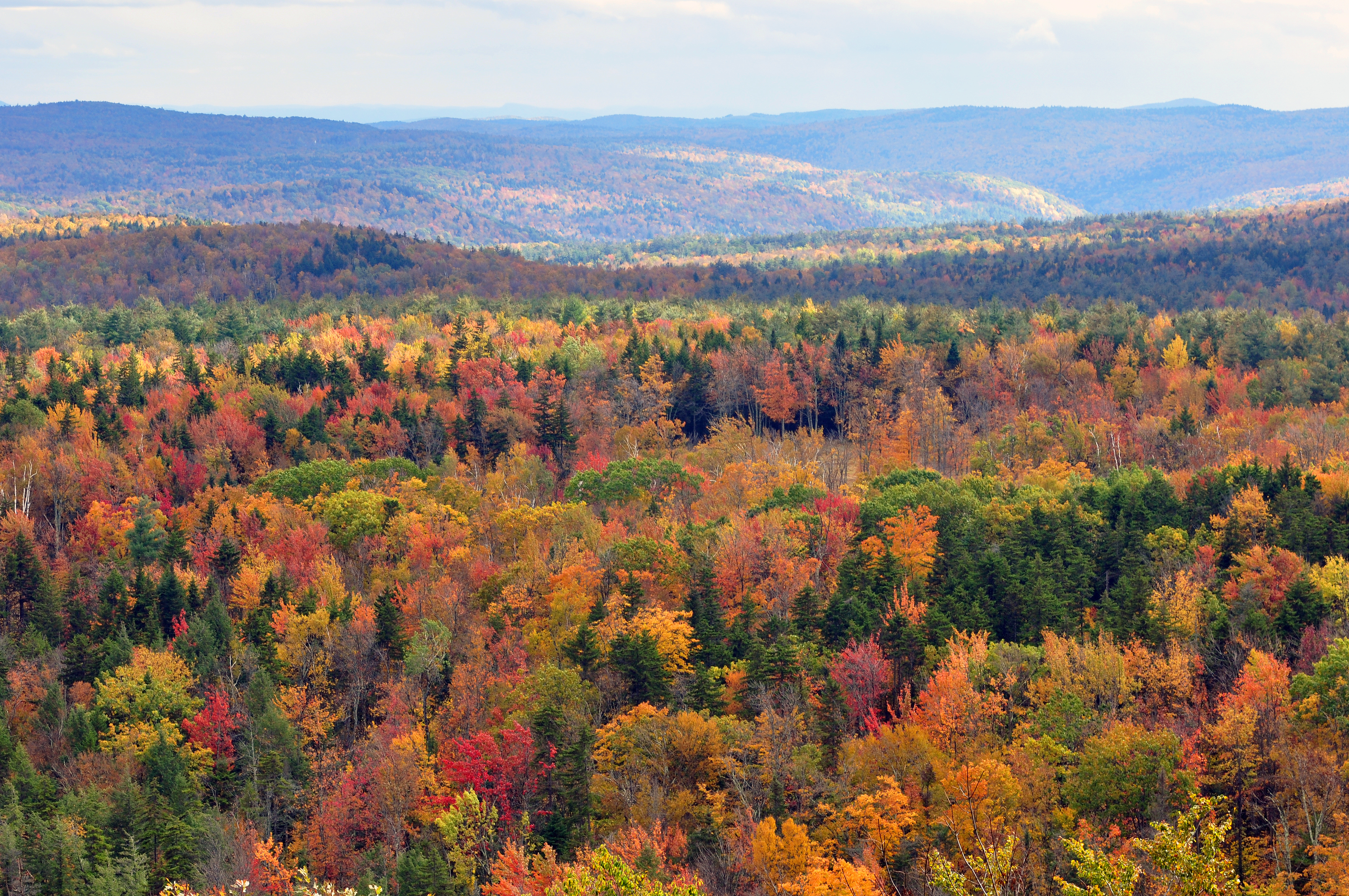
Milieu tempéré (Vermont)
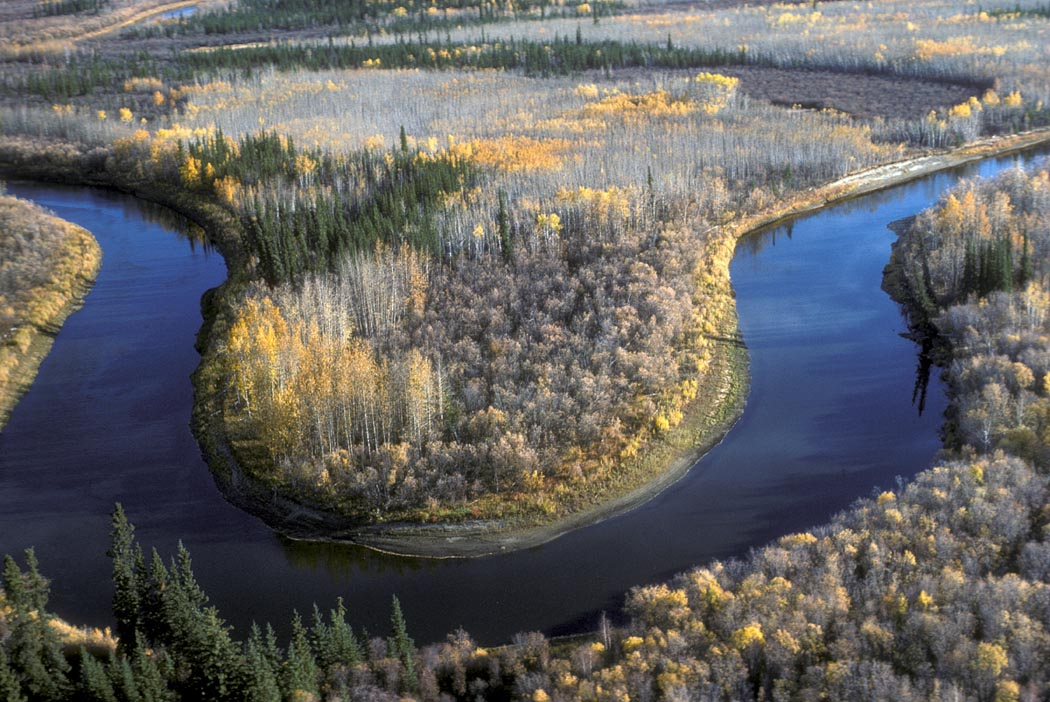
Milieu polaire (Alaska)

#### Ouest
La partie occidentale de l'Amérique est marquée par l'altitude et la pente. Sur une bande étroite (quelques centaines de kilomètres au sud) ou plus large (plus de 1000 kilomètres aux États-Unis) se trouvent des chaînes de montagnes élevées : la cordillère des Andes, la Sierra Madre occidentale, la Sierra Nevada et les Montagnes Rocheuses bloquent les précipitations qui viennent de l'Océan Pacifique et offrent des conditions climatiques difficiles.
L'Ouest du continent américain est marqué par des climats arides et semi-arides, qui donnent naissance à des déserts : Atacama au Chili, Sonora au Mexique, Mojaves aux États-Unis. Le record de chaleur du continent a été enregistré dans la Vallée de la Mort en Californie.

### Atouts, contraintes et risques naturels

#### Sismologie et volcanisme
Les volcans sont fréquents à l'Ouest, depuis l'Alaska jusqu'à la Terre de Feu. Les principaux sont le mont Rainier (USA), le Mont Saint Helens (USA), le Popocatépetl (Mexique), le Cotopaxi (Équateur), le Nevado Sajama (Bolivie), le Nevado del Ruiz (Colombie), le Llullaillaco (Argentine), etc.

#### Phénomènes météorologiques violents
En hiver, le nord-est de l'Amérique du Nord subit des vents qui soufflent en tempête de neige et qui sont appelés blizzards. Les rivages, les îles du Golfe du Mexique et de la Mer des Antilles sont affectées en été par les cyclones tropicaux qui provoquent chaque année d'importants dégâts.
Risques naturels en Amérique :

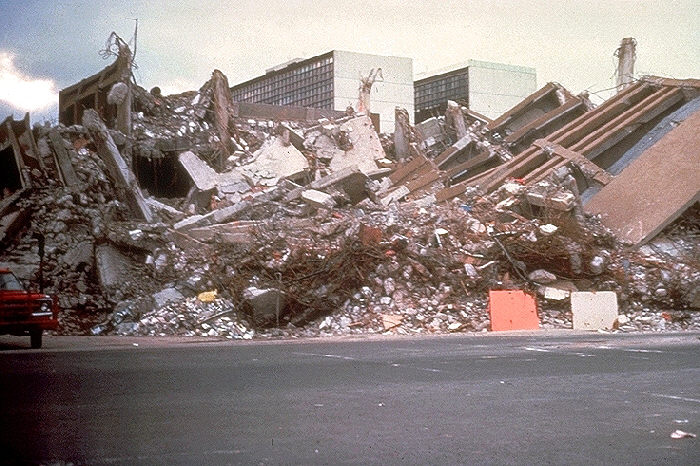
Séisme (Mexico)
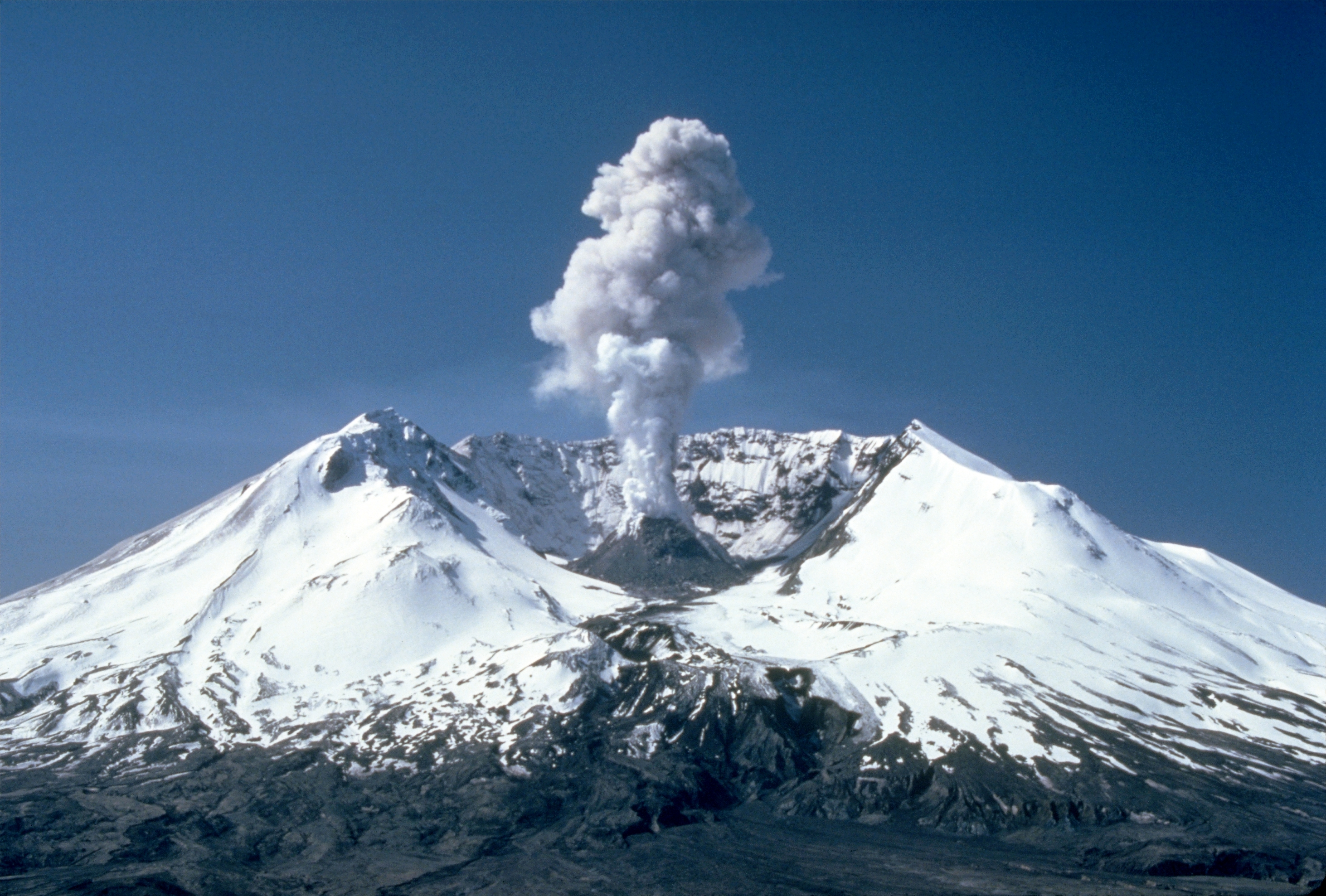
Volcanisme (Mont Saint Helens)
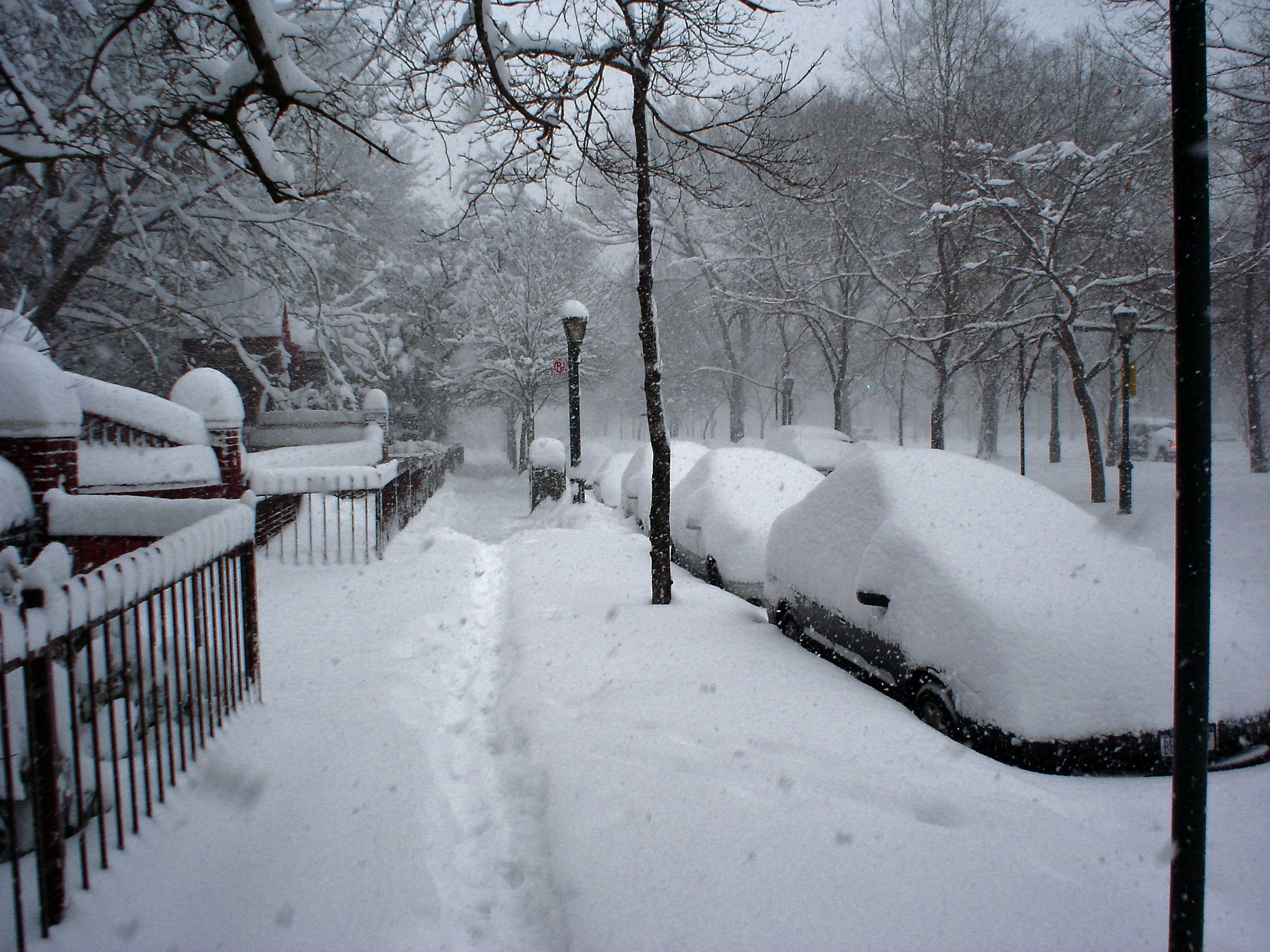
Blizzard (New York)
Ouragan Emily (Mer des Antilles)

## Géographie humaine

### Population inégalement répartie
Les trois pays les plus peuplés sont les États-Unis (plus de 298 millions d'habitants), le Brésil (188 millions d'habitants) et le Mexique (107 millions d'habitants). Ils regroupent à eux trois près de 70 % de la population du continent. C'est dans ces trois pays que l'on trouve les principaux foyers de peuplements et les plus grandes agglomérations.
Avec une superficie proche de celle de l'Asie, mais une population beaucoup moins nombreuse, l'Amérique a des densités moyennes assez faibles. Cependant, les disparités de peuplement entre les pays, et a fortiori entre les régions, sont fortes. Par exemple, le Salvador a une densité moyenne proche de 300 habitants par km², alors que celle du Canada est inférieure à 4 habitants par km². À plus grande échelle, les régions polaires, les déserts chauds et la forêt amazonienne sont presque vides d'hommes. Cependant, des secteurs de très hautes altitudes peuvent être très peuplés : c'est le cas dans les Andes. En Bolivie, La Paz, avec son million d'habitants, se situe à plus de 3 500 mètres d'altitude. Bogota se trouve à 2 640 mètres et Mexico à 2 200 mètres. Ainsi, il apparaît que les contraintes naturelles ne suffisent pas à expliquer les contrastes de peuplement.
D'une manière générale, les littoraux sont les plus peuplés et urbanisés : la mégalopole du BosWash dans le nord-est des États-Unis, se trouve sur la côte atlantique. Au Brésil, les états voisins de São Paulo et de Rio de Janeiro totalisent plus de 50 millions d'habitants. Les fleuves sont aussi des axes de peuplement privilégiés : vallée du Mississippi ou celle du Paraná. Cette répartition s'explique par l'Histoire : les colons européens se sont installés sur les côtes et ont développé les infrastructures portuaires pour maintenir les liens avec le Vieux Continent.

### Continent urbanisé
Le taux d'urbanisation de l'Amérique atteint les 75 % et dépasse celui de l'Afrique et de l'Asie. Il est comparable à celui de l'Europe. Cette population citadine réside dans de grandes métropoles qui ont connu une croissance démographique rapide, en raison de l'exode rural. Sur le continent américain se trouvent quelques-unes des plus grandes agglomérations de la planète : celles de New York, Mexico, São Paulo et Los Angeles dépassent les 15 millions d'habitants.

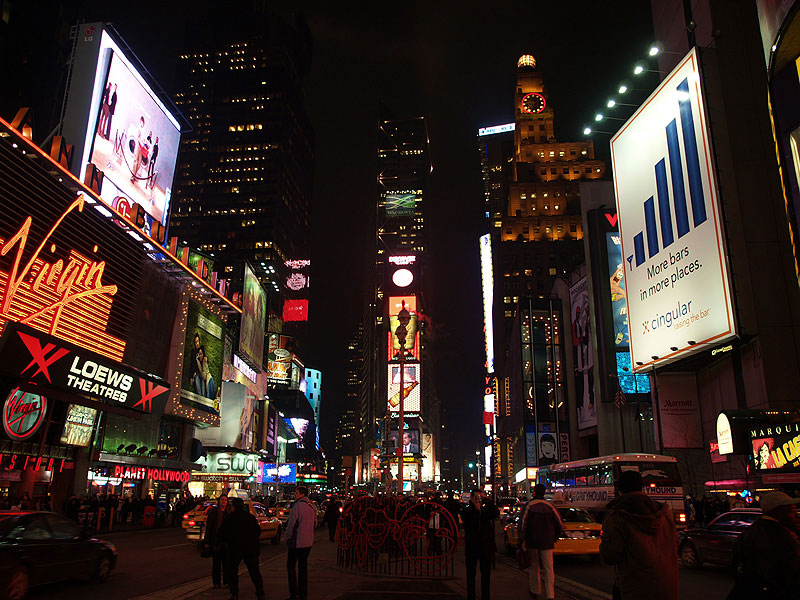
New York : Times Square
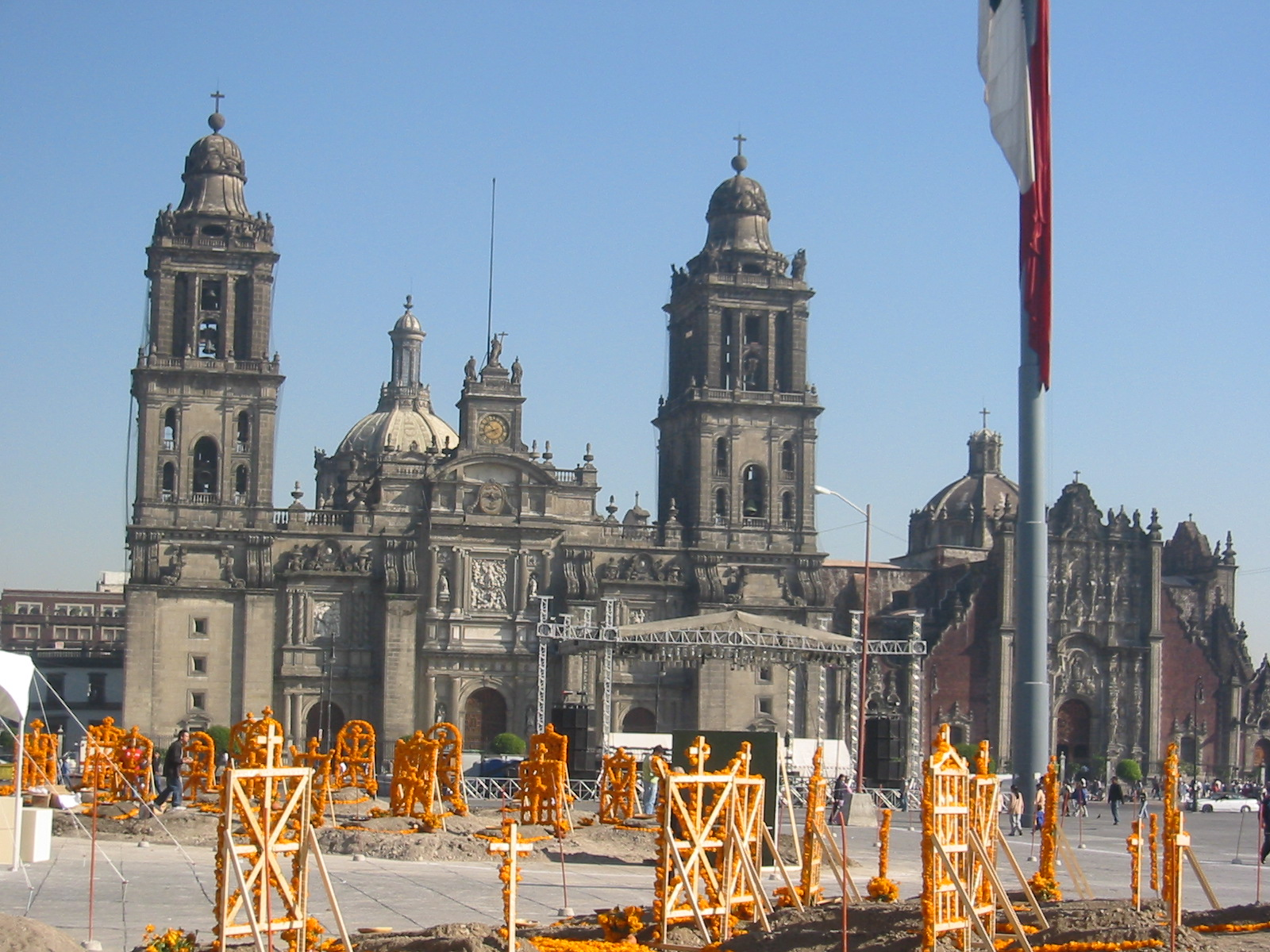
Mexico : quartier historique
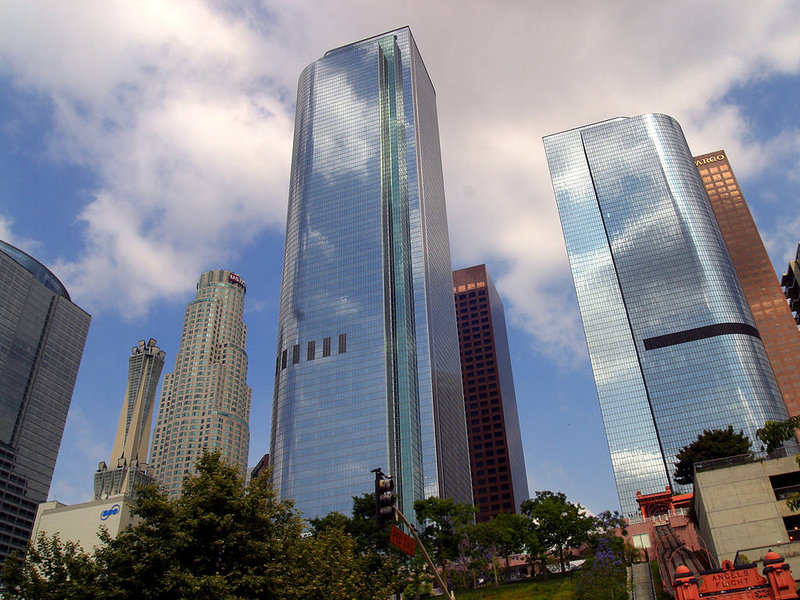
Los Angeles : downtown

La plupart de ces villes se sont développées sur le littoral ou à proximité d'un port. Leur structure est différente selon que l'on se trouve en Amérique latine ou en Amérique du Nord. Aux États-Unis et au Canada, le centre est occupé par un quartier des affaires, construit à la verticale et accessible par autoroute. Il est entouré par des banlieues pavillonnaires. En Amérique centrale et du sud, il existe un quartier colonial avec une cathédrale ou une grande église. Les quartiers pauvres sont séparés des secteurs défavorisés (bidonvilles de Mexico, favelas du Brésil), marqués par la violence et la ghettoïsation. Quoi qu'il en soit, les villes du continent américain ont en commun leur caractère récent et multiethnique.

### Différences de développement
| Pays       | PNB (milliards de $) | PNB / hab. ($) | Espérance de vie des hommes (années) | Taux de mortalité infantile (‰ naissances) |
| ---------- | -------------------- | -------------- | ------------------------------------ | ------------------------------------------ |
| États-Unis | 12 760               | 42 000         | 75,2                                 | 6,63                                       |
| Canada     | 1 023                | 31 500         | 76,4                                 | 4,88                                       |
| Mexique    | 1 006                | 9 600          | 68,4                                 | 26,2                                       |
| Brésil     | 605                  | 3 331          | 67,7                                 | 30,5                                       |
| Pérou      | 54                   | 2 050          | 67,6                                 | 30,9                                       |
| Haïti      | 12                   | 1 500          | 52                                   | 71,6                                       |

### Les migrations
L'Amérique du Nord reste le principal foyer d'immigration. Cependant, le Brésil attire également des populations étrangères, principalement asiatiques. Aux XVIIIe et XIXe siècles, les Amériques attirent surtout des Européens, qui fuient les persécutions ou la pauvreté. Des esclaves africains sont également transportés de force. La diversité ethnique de l'Amérique est la conséquence de ces migrations.
D'importantes migrations de population s'observent à l'intérieur du continent : les flux se dirigent vers les États-Unis et le Canada, dont la richesse attire de nombreux Latinos. Les États du Sud des États-Unis sont actuellement en bonne partie peuplés par des populations hispanophones.
Enfin, les mouvements migratoires s'opèrent entre les régions d'un même pays : au Brésil, les villes du littoral accueille de nouveaux arrivants. Les cités pionnières d'Amazonie enregistrent aussi des soldes migratoires excédentaires. Aux États-Unis, c'est la région de la Sun Belt qui agit comme un aimant.